# Héronchelles
Héronchelles település Franciaországban, Seine-Maritime megyében. Lakosainak száma 145 fő (2022. január 1.). Héronchelles Bois-Guilbert, Bois-Héroult, Boissay, Ernemont-sur-Buchy, Rebets, Sainte-Croix-sur-Buchy és Buchy községekkel határos.

## Népesség
A település népességének változása:
| Lakosok száma | 128  | 132  | 141  | 139  | 141  | 143  | 147  | 146  | 145  |
|               | 2013 | 2015 | 2016 | 2017 | 2018 | 2019 | 2020 | 2021 | 2022 |